# (500346) 2012 TW1
(500346) 2012 TW1 es un asteroide perteneciente al cinturón de asteroides, descubierto el 11 de octubre de 2007 por el equipo del Spacewatch desde el Observatorio Nacional de Kitt Peak, Arizona, Estados Unidos.

## Designación y nombre
Designado provisionalmente como 2012 TW1.

## Características orbitales
2012 TW1 está situado a una distancia media del Sol de 3,039 ua, pudiendo alejarse hasta 3,236 ua y acercarse hasta 2,842 ua. Su excentricidad es 0,064 y la inclinación orbital 13,17 grados. Emplea 1935,53 días en completar una órbita alrededor del Sol.

## Características físicas
La magnitud absoluta de 2012 TW1 es 16,3.